# Gludsted
Gludsted is een plaats in de Deense regio Midden-Jutland, gemeente Ikast-Brande, en telt 294 inwoners (2008).